# 上方武士道
『上方武士道』（ぜえろくぶしどう）は、司馬遼太郎の時代小説。幕末、朝廷の密命を受けた剣客・高野少将則近が東海道を舞台に佐幕派、勤皇派らの刺客に立ち向かいながら使命を守る活躍を描く。
『週刊コウロン』で1960年（昭和三十五年）1月から同年8月まで連載された。同年11月中央公論社より刊行された。この小説を原作として、1961年にフジテレビが、1969年に日本テレビが、それぞれ時代劇のテレビシリーズを製作した。

## 表題について
連載第一回目の表題は『花咲ける上方武士道』であったが、ジャーナリストの大宅壮一の助言により二回目以降は『上方武士道』（ぜえろくぶしどう）に改題され、単行本出版の際にも『上方武士道』の表題で出版された。「ぜえろく」は本来「贅六」または「才六」と書き、上方（かみがた）で丁稚を差す隠語「さいろく」の江戸訛りとされる。特に「上方の贅六」は江戸で関西人に対する侮蔑的な表現として用いられるため、今日では差別用語として忌避される傾向にある。
中央公論社で没後再刊した際に再び『花咲ける上方武士道』に改題された。連載当時雑誌の編集長だった嶋中鵬二は、大阪人の大宅が「ぜえろく」を薦めたのは「一種の自虐趣味」だったのではないかと語っている。司馬夫人の福田みどりは、上方人として「贅六は好きではない」と述べている。

## 刊行書誌
- 『上方武士道』中央公論社、1960年
- 『上方武士道』双葉社、1964年。新書判
- 『上方武士道』東都書房、1965年。新書判
- 『上方武士道』春陽文庫、1966年、改版1996年
- 『上方武士道』東方社「新文学全書」、1968年
- 『司馬遼太郎全集〈1〉 梟の城　上方武士道』文藝春秋、1973年
- 『花咲ける上方武士道』中央公論社、1996年
- 『花咲ける上方武士道』中公文庫、1999年

## フジテレビ版
1961年1月3日から同年6月27日まで放送された。毎週火曜日夜8時30分-9時。全25回。

### キャスト
- 早川恭二
- 京まゆみ
- 内田朝雄
- 江並隆
- 市川小金吾
- 妻木一平
- 柴田房夫

| フジテレビ系 火曜20時台後半枠 | フジテレビ系 火曜20時台後半枠 | フジテレビ系 火曜20時台後半枠 |
| 前番組                        | 番組名                        | 次番組                        |
| ----------------------------- | ----------------------------- | ----------------------------- |
| 三人の刑事                    | 上方武士道 （フジテレビ版）   | 黒いパトカー                  |

## 日本テレビ版
1969年4月6日から同年7月27日まで放送された。全17回。

### スタッフ
- 脚本：池上金男
- 監督：田坂勝彦

### キャスト
- 高野少将則近：鶴田浩二
- 冬子内親王：村松英子
- 甲賀女忍者・綾：時美沙
- 大阪町娘・お悠：北林早苗
- 西郷吉之助：渡辺文雄
- 勝隣太郎：木村功
- 待田京介、他

### 放送リスト
- 第1話　不明　4月6日放送
- 第2話　不明　4月13日放送
- 第3話　不明　4月20日放送
- 第4話　不明　4月27日放送
- 第5話「鎮守の森の対決」5月4日放送
- 第6話「悪公卿退治」5月11日放送
- 第7話「四日市の殺陣」5月18日放送
- 第8話「さかい橋の決闘」5月25日放送
- 第9話「刺客屋敷」6月1日放送
- 第10話「やくざと武士」6月8日放送
- 第11話「お庭番襲撃」6月15日放送
- 第12話「関所破り」6月22日放送
- 第13話「あかつきの決闘」6月29日放送
- 第14話「伊賀忍者の掟」7月6日放送
- 第15話「開国前夜」7月13日放送
- 第16話「動乱の江戸へ」7月20日放送
- 最終話「黎明の時」7月27日放送